# 30-talet f.Kr.

## Händelser
- 31 f.Kr. - Slaget vid Actium, Octavianus (sedermera kejsar Augustus) besegrade Marcus Antonius och Kleopatra VII av Egypten.

## Födda
- 38 f.Kr. – Nero Claudius Drusus, romersk militär och ståthållare i Gallien.

## Avlidna
- 35 f.Kr. – Sextus Pompejus, romersk politiker och fältherre.
- 1 augusti 30 f.Kr. – Marcus Antonius, romersk politiker och fältherre.